# Bounoura (distrito)
Bounoura é um distrito localizado na província de Ghardaïa, Argélia, e cuja capital é a cidade de mesmo nome, Bounoura. A população total do distrito era de 48 110 habitantes, em 2008.

## Municípios
O distrito é composto por dois municípios:
- Bounoura
- El Atteuf